# Bełżec

Nieoficjalny herb wsi

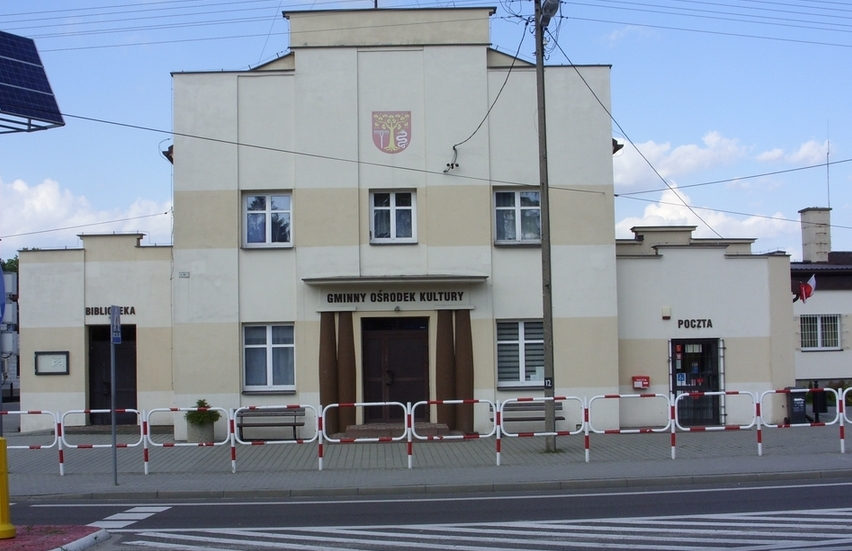
Centrum Bełżca przy ul. Lwowskiej: biblioteka, ośrodek kultury, poczta

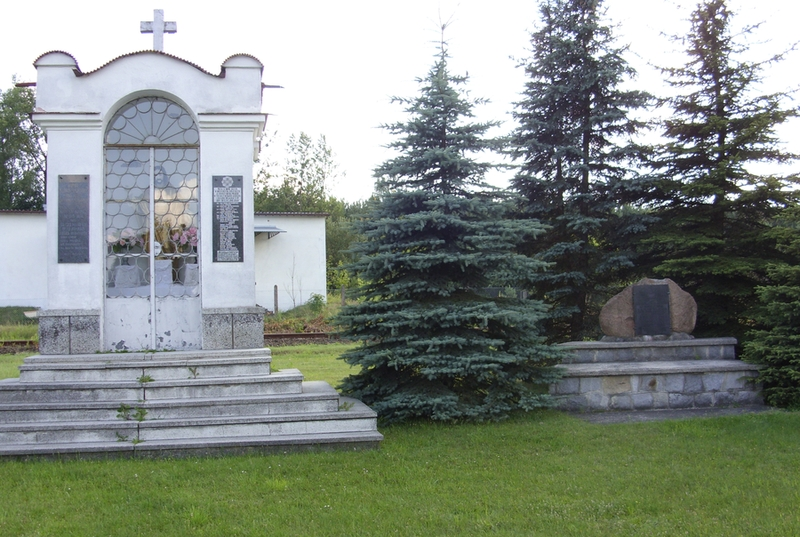
Kaplica i pomnik poległych w Bełżcu żołnierzy Wojska Polskiego w czasie kampanii wrześniowej, 19 września 1939

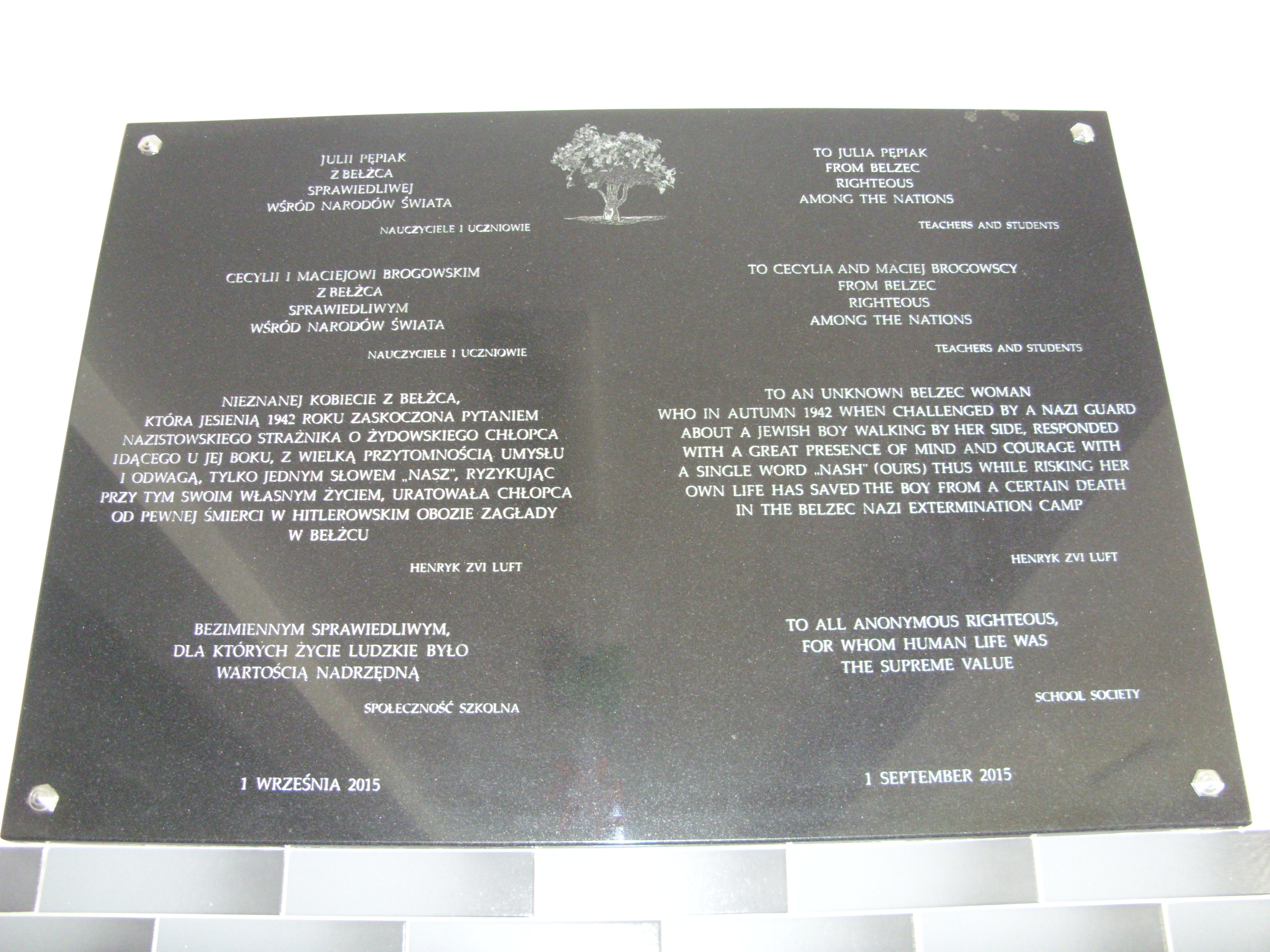
Tablica Sprawiedliwych wśród Narodów Świata z Bełżca: Julia Pępiak, Cecylia i Maciej Brogowscy, nieznana kobieta NN z Bełżca

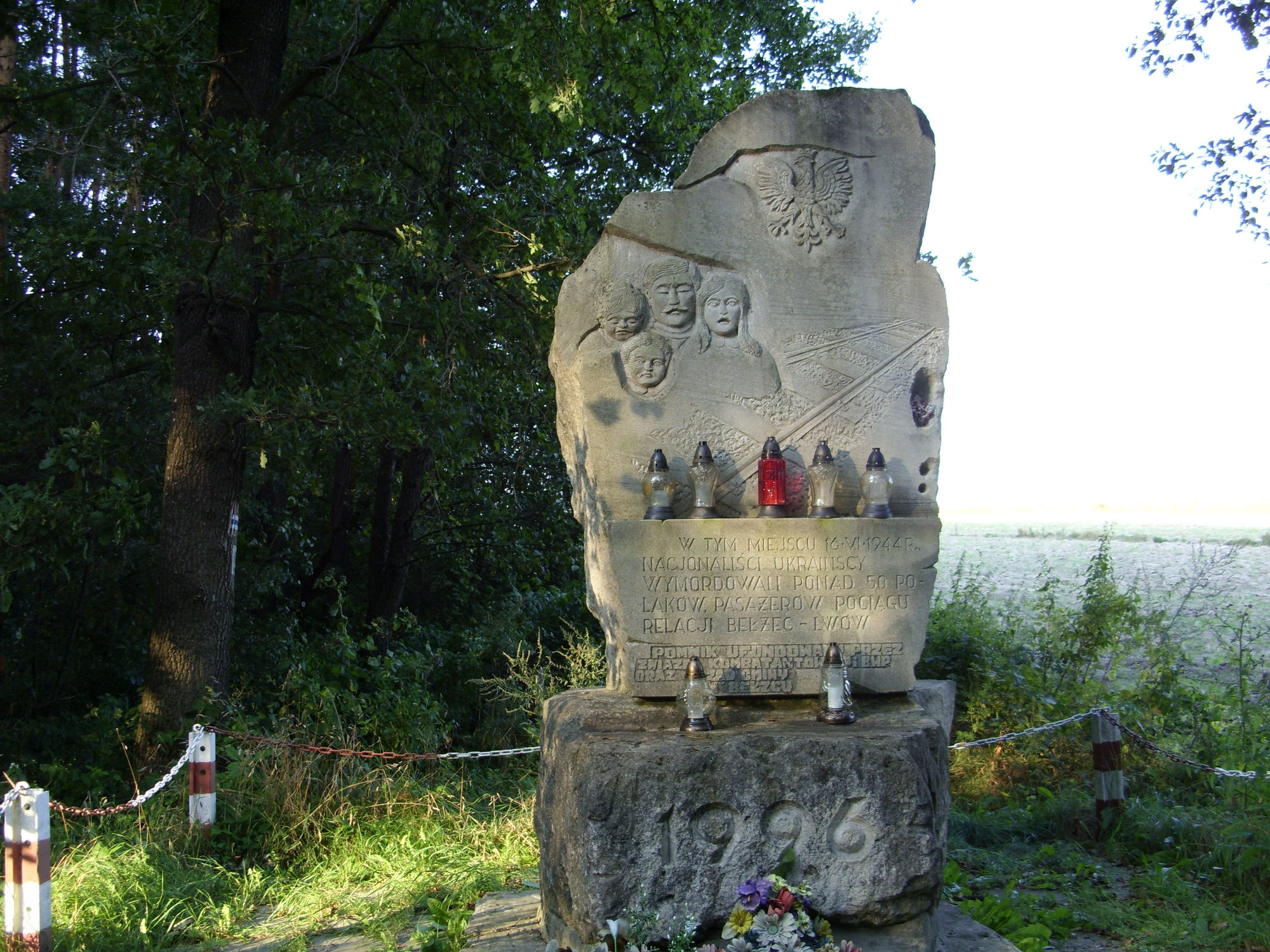
Pomnik Polaków Ofiar Mordu Pasażerów pociągu relacji Bełżec-Lwów, zamordowanych przez nacjonalistów ukraińskich (OUN-UPA), 16 czerwca 1944

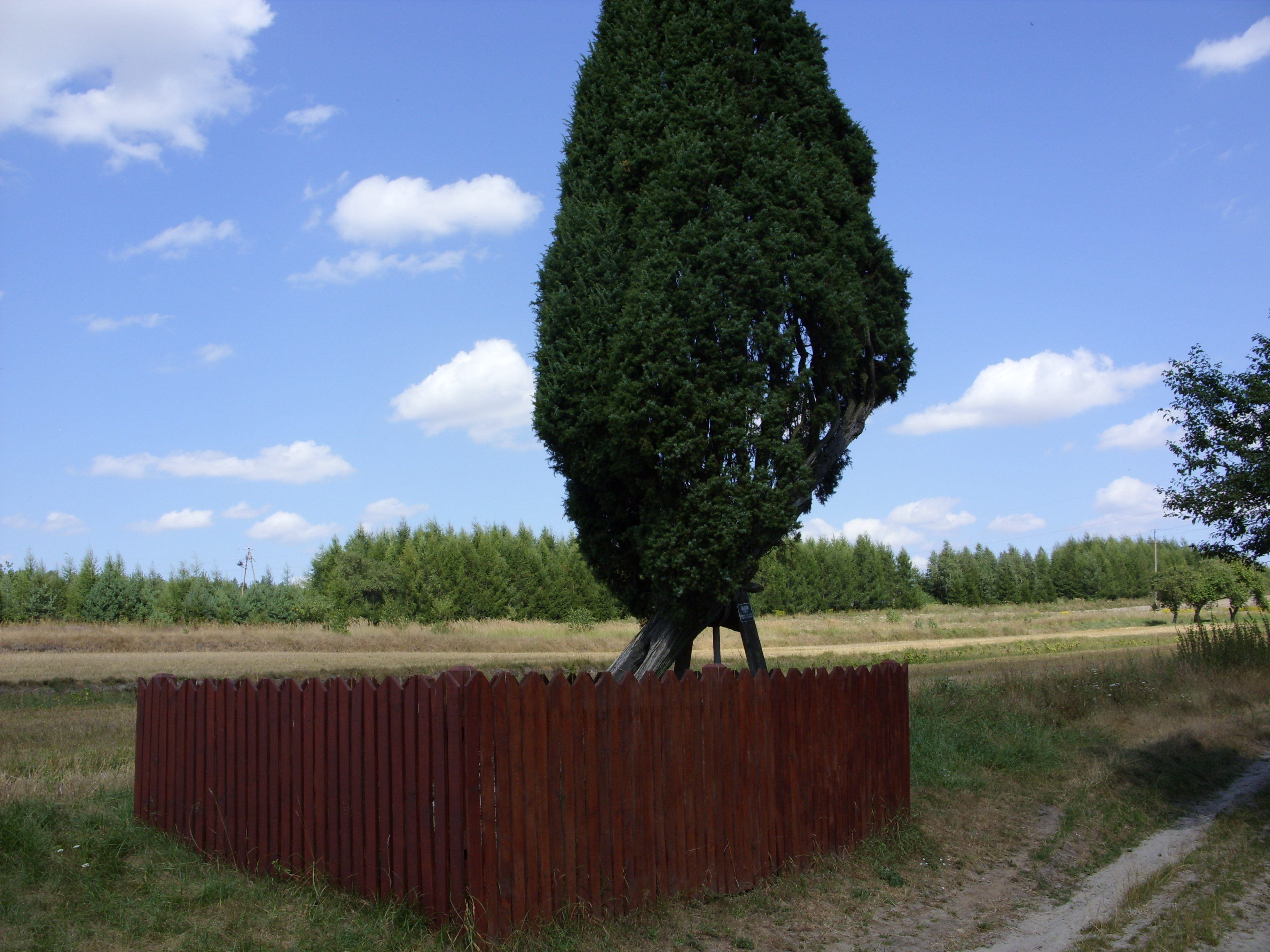
Około 200-letni jałowiec o obwodzie 92 cm, pomnik przyrody

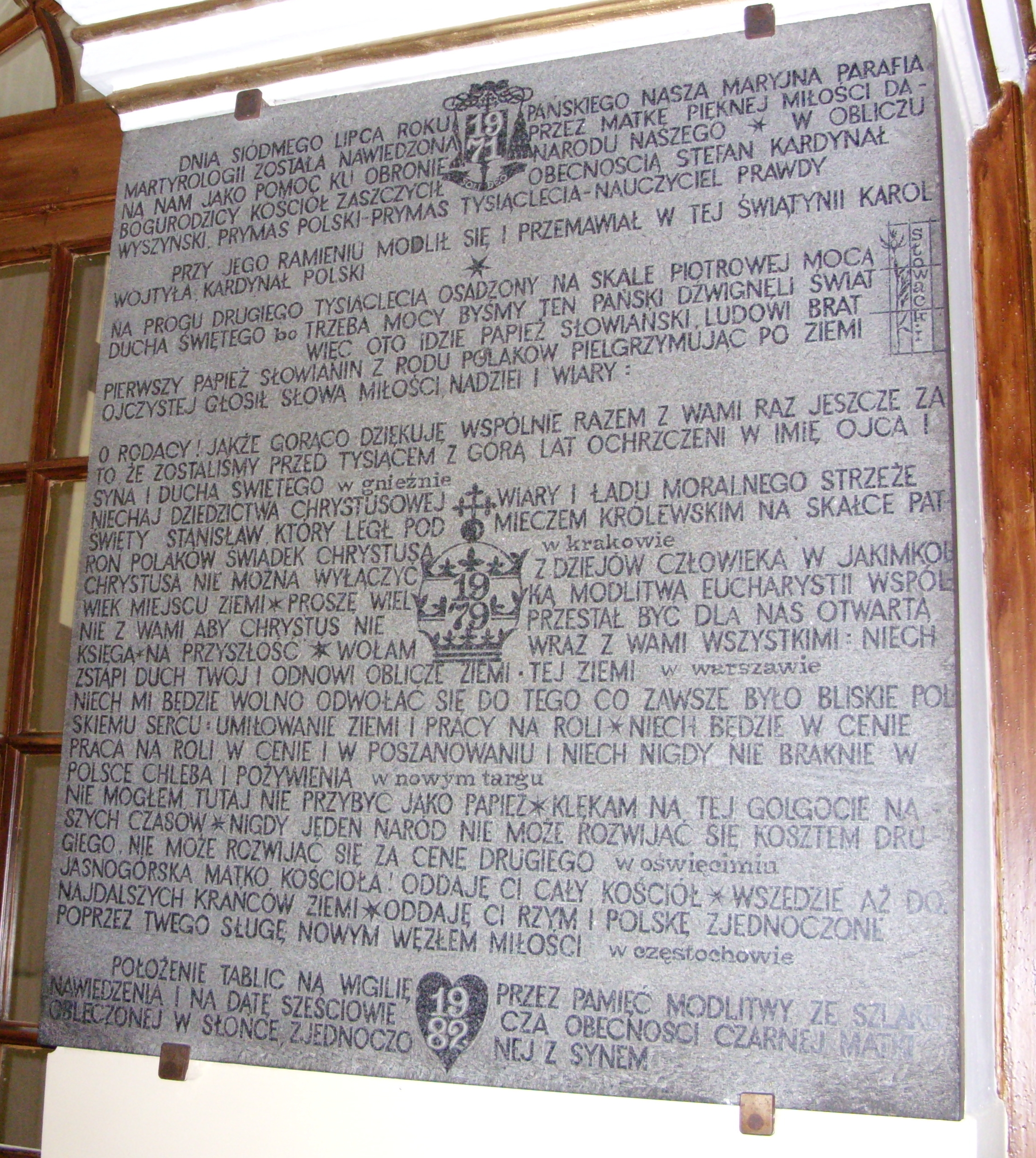
Tablica upamiętniająca wizytę kard. Karola Wojtyły (późniejszego papieża Jana Pawła II) i prymasa Polski Stefana Wyszyńskiego w Bełżcu, w 1971 r.

Bełżec (do 29 maja 1953 Bełzec) – wieś (dawniej miasto) w Polsce położona w województwie lubelskim, w powiecie tomaszowskim. Siedziba gminy Bełżec. Leży przy drodze krajowej nr 17.
Bełżec uzyskał lokację miejską w 1607 r., zdegradowany przed 1676 r. W latach 1975–1998 miejscowość administracyjnie należała do województwa zamojskiego. W latach 1973–1991 w gminie Tomaszów Lubelski.
Wieś leży na terenie Roztocza, 8 km na południe od Tomaszowa Lubelskiego oraz 16 km od przejścia granicznego w Hrebennem.
Na terenie wsi utworzono trzy sołectwa: Bełżec I, Bełżec II, Bełżec III. Według Narodowego Spisu Powszechnego z roku 2011 wieś liczyła 2687 mieszkańców.
Wieś jest siedzibą rzymskokatolickiej parafii Matki Bożej Królowej Polski.

## Części wsi
| SIMC    | Nazwa        | Rodzaj    |
| ------- | ------------ | --------- |
| 0885607 | Czworaki     | część wsi |
| 0885613 | Górna Budaka | część wsi |
| 0885620 | Grzybowe     | część wsi |
| 0885636 | Krynice      | część wsi |
| 0885642 | Stara Poczta | część wsi |
| 0885665 | Tamta Wieś   | część wsi |
| 0885671 | Zagóra       | część wsi |
| 0885688 | Żabiwólka    | część wsi |
| 0885694 | Żmulisko     | część wsi |

28 marca 1996 do Bełżca włączono zniesioną kolonię Święcie (dawniej Święć)

## Etymologia nazwy
Nazwa Bełżec pochodzi od narzeczowego bełzy (bełży) się, ‘bieli się’; prasłowo, tylko w polskim zachowane (jak np. uścieć, uścić się). Podobne: Bełz, Bełżyce, Bełza.

## Historia
Wieś osadzono w wieku XVI. Powstała na gruntach wsi Przeworska (Przeorska) przed 1515 r., kiedy to po raz pierwszy znajdujemy wzmiankę o wsi tej nazwy. Wedle spisów z 1564 r. była ponoć własnością rodu Bełżeckich.
W końcu XVI w. przeszedł w ręce Lipskich herbu Grabie, za których staraniem w 1607 r. Bełżec uzyskał prawa miejskie. 1 marca 1607 r. król Zygmunt III Waza wydał dokument lokacyjny zezwalający na założenie miasta Bełżec, z prawem odbywania dwóch targów i jarmarków na św. Agnieszkę i św. Wawrzyńca. Wszakże, mimo nadania królewskiego miasto nie rozwinęło się, bowiem w 1676 r. znowu wymieniano Bełżec jako wieś. Upadek miasta wynikał najprawdopodobniej z faktu bliskiego położenia i szybkiego rozwoju innych miasteczek: Cieszanowa, Florianowa (Narola) (rodu Łaszczów), Magierowa, Rawy, Płaszczówki, Tomaszowa, Płazowa.
Tereny na których leży Bełżec w XVII wieku były nękane częstymi najazdami Tatarów, Kozaków i Szwedów. 2 listopada 1648 r. miał miejsce najazd na dobra Lipsko i Narol w tym i na Bełżec. Najeźdźcy zabili w Bełżcu 66 osób (17 mężczyzn, 11 kobiet, 38 dzieci), ocalało 5–8 osób, czyli tylko ok. 10% mieszkańców.
W czasie potopu szwedzkiego w 1656, na terenie zwanym Czarniecką Doliną w Bełżcu, wojska polskie pod dowództwem hetmana Stefana Czarnieckiego stoczyły walkę z oddziałem szwedzkim. Poległych żołnierzy pochowano, a na usypanym kopcu postawiono w I połowie XIX w., stojącą do dzisiaj, kapliczkę św. Jana Nepomucena.
W wyniku I rozbioru Polski z 1772 roku podpisanego przez Austrię, Rosję i Prusy ziemie województwa bełskiego, w granicach którego leżał Bełżec, stały się częścią Królestwa Galicji i Lodomerii, będącego częścią austriackiej monarchii Habsburgów. W 1809 r. Bełżec został przyłączony do Księstwa Warszawskiego. Po kongresie wiedeńskim w 1815 roku ustalono nowe granice pomiędzy Galicją a Królestwem Polskim. Granica przebiegała w Bełżcu kilkaset metrów na północ od położonej w dolinie rzeczki Krynicy, przy drodze do Narola i Lipska. Bełżec ponownie znalazł się w zaborze austriackim.
- W 1858 r. w Bełżcu powstała jednoklasowa szkoła trywialna, czyli parafialna.
- Około 1880 r. była tu „narodowa szkoła etatowa z językiem polskim wykładowym”.
- W 1866 r. powstała gmina i areszt z siedzibą w tzw. kuczy[17].
- W 1841 r. rozpoczęto budowę drogi do Lwowa. W 1884 r. budowano linię kolejową Jarosław – Bełżec, a w 1887 r. doprowadzono do Bełżca kolej z Rawy Ruskiej[17].
- W 1916 r. wieś została połączona z Zamościem nowo zbudowaną linią kolejową.

W końcu XIX w. wieś zaliczała się do dużych, ponieważ liczyła wówczas 1101 mieszkańców, w tym 775 rzymskich katolików, 200 unitów (grekokatolików) i 126 Żydów.

### I wojna światowa w Bełżcu
Bełżec w czasie I wojny światowej doznał znacznych zniszczeń. Duża część miejscowości, od skrzyżowania do kościoła, została spalona przez wojska rosyjskie.
W czasie I wojny światowej w Bełżcu funkcjonował szpital polowy, w okolicach tzw. Szczet na „Zamulisku” (Żmulisku).
Na terenie miejscowości znajdują się dwa cmentarze z okresu I wojny światowej: Cmentarz wojenny w Bełżcu (Szczety) (przy końcu ulicy Szczetowej) i Cmentarz wojenny w Bełżcu (Domałowiec). W Bełżcu, w lesie na wysokości szkoły podstawowej, za budynkami dawnej betoniarni, 350 m na północ od drogi do Narola (ul. Rzeszowska), 300 m od pomnikowego jałowca, w lesie na „Zagórze” znajduje się cmentarz epidemiczny i cmentarz z I wojny światowej. Założony prawdopodobnie w 1831 roku. W 1915 r. chowano tu żołnierzy zmarłych z ran w wojskowym baraku szpitalnym zlokalizowanym na „Zamulisku” („Żmulisku”). Na cmentarzu zachował się bruśnieński krzyż kamienny z 1831 roku oraz fragmenty około 10 kamiennych nagrobków.

### Okres II Rzeczypospolitej
W 1919 w okolicach od Bełżca do Rawy Ruskiej stacjonowały oddziały Grupy Operacyjnej „Bug” pod dowództwem generała Jana Romera, walczące w wojnie polsko-ukraińskiej.
Pierwszy spis ludności w odrodzonej Polsce z 1921 r. (wówczas w pow. rawskim woj. lwowskiego) wykazał w Bełżcu 293 domy oraz 1960 mieszkańców, w tym: 1586 rzymskich katolików, 109 Żydów i 265 unitów. Ludzie ci zgodnie ze sobą żyli i pracowali. Do szkoły w Bełżcu uczęszczały dzieci bez względu na wyznanie. W okresie do 1939 roku funkcjonowało tu 10 sklepów, 2 młyny, poczta z telegrafem, posterunek policji, stacja PKP, gorzelnia, rozlewnia octu, tartak, trzy karczmy. Założono Koło gospodyń wiejskich, Kółko rolnicze, organizacje paramilitarne: „Rezerwiści” i „Strzelcy”.
20 marca 1921 r. przybył do Bełżca marszałek Józef Piłsudski w drodze do Tomaszowa Lubelskiego, gdzie miał odebrać defiladę VI Brygady Jazdy. Obecny był również gen. Stanisław Haller.

### II wojna światowa w Bełżcu
Po wybuchu II wojny światowej od pierwszych dni września przelatywały nad Bełżcem niemieckie samoloty, które bombardowały Tomaszów Lubelski oraz linię kolejową i sam Bełżec. 13 września 1939 r. do Bełżca wjechały niemieckie czołgi i samochody pancerne Wehrmachtu. Część z nich pojechała dalej do Lubyczy Królewskiej, a część pozostała aby pilnować jeńców z rozbitej w krwawych walkach Armii Polskiej.
19 września 1939 r. oddziały wojska polskiego Grupy Fortecznej Obszaru Warownego „Katowice” płka Wacława Klaczyńskiego 73 pułku piechoty Armii Kraków stoczyły bój o Bełżec z niemieckim najeźdźcą w wojnie obronnej Polski 1939. Poległo 45 żołnierzy wojska polskiego, w tym 5 oficerów. Było wielu rannych.
Tajny aneks Paktu Ribbentrop-Mołotow z 23 sierpnia 1939 roku przewidywał, że teren Bełżca miał przypaść stronie sowieckiej. Jednakże 28 września III Rzesza niemiecka i ZSRR zawarły Traktat o granicach i przyjaźni III Rzesza – ZSRR (1939), w którym dokonano korekty granic. Zgodnie z tymi ustaleniami Bełżec od 26 października stał się częścią niemieckiego Generalnego Gubernatorstwa.
Wiosną 1940 roku okupacyjne władze niemieckie zorganizowały w Bełżcu obóz pracy przymusowej. Byli tam zsyłani przede wszystkim Żydzi, a obok nich także Romowie i Sinti oraz Polacy. Więźniowie pracowali przy budowie rowu przeciwczołgowego na ówczesnej granicy niemiecko-sowieckiej. Obóz funkcjonował do listopada 1940 roku; ogółem przeszło przezeń kilkanaście tysięcy osób. Znaczna liczba więźniów zmarła z powodu głodu, chorób, wyczerpania i brutalności strażników.
Pod koniec 1941 r., w ramach akcji „Reinhardt” Niemcy założyli w Bełżcu obóz zagłady dla Żydów SS-Sonderkommando Belzec. Metody zagłady opracowane w tym obozie zostały następnie wykorzystane w obozach śmierci w Sobiborze i Treblince. Do obozu hitlerowcy wywieźli około 450 tys. Żydów, w zdecydowanej większości obywateli polskich. Być może w obozie zamordowano także bardzo niewielką liczbę Polaków i Ukraińców, przy czym powielana przez peerelowską historiografię i prasę liczba 1500 polskich ofiar jest obecnie odrzucana.
Ofiary uśmiercano w prymitywnych komorach gazowych, a ich ciała grzebano w masowych mogiłach. W okresie od stycznia do kwietnia 1943 r., groby te zostały rozkopane, a zwłoki spalono na rusztowaniach, wykonanych z szyn kolejowych. W ciągu kolejnych miesięcy, Niemcy zdemontowali urządzenia obozowe, teren zniwelowali i zalesili, zacierając ślady swoich zbrodni, zaś ostatnich więźniów wysłali do obozu zagłady w Sobiborze.
3 października 1942 r. w Bełżcu wybuchł pożar, w pilnowanej przez hitlerowskich strażników z niemieckiego obozu zagłady – stajni, w której komendant obozu zagłady Hauptsturmführer Gottlieb Hering trzymał konie. Po fałszywym oskarżeniu przez niemieckich strażników – okolicznej ludności – komendant Gottlieb Hering, za 3 konie, dokonał krwawej pacyfikacji Żyłki, Lubyczy Królewskiej, Lubyczy-Kniazie, Szalenika. Niemcy zamordowali wtedy około 53 niewinnych cywilów w tych pobliskich miejscowościach.
Mieszkańcy Bełżca spodziewali się wysiedlenia przez Niemców. Zapowiadali to w imieniu okupantów niemieckich volksdeutsche i współpracujący z Niemcami proboszcz prawosławny Matwiejczuk z Tomaszowa Lubelskiego, publicznie ogłaszając, że „zbliża się godzina krwawej zemsty nad Polakami. Wydusi się to plemię do ostatniego”.
Pod koniec 1943 r. wywiad polski ustalił, że UPA postanowiła zdobyć Narolszczyznę i wymordować ludność polską aż po Tomaszów Lubelski, Bełżec. Na Lubelszczyznę wkroczyło kilka kureni UPA ze wschodu. Z początkiem 1944 r. przystąpiły do ataków na Polaków. Wywołało to reakcję obronną polskiego podziemia. Powstał front obrony Polski o długości ponad 100 km.
2 lutego 1944 nastąpił atak UPA na należący do gminy Bełżec Szalenik-Kolonię. UPA zamordowała tam 12 mieszkańców, w tym kobiety i dzieci. Mieszkańcy Bełżca, partyzanci z AK, zaczęli wystawiać posterunki i warty, szczególnie w nocy, chcąc obronić swoją miejscowość przed oddziałami UPA.
Po informacji, że 20 Polaków zostało zamordowanych przez UPA w Baszni, dowódca AK na tych terenach Marian Warda ps. „Polakowski” wydał rozkaz do ewakuacji ludności polskiej na zachód poza linię szosy Bełżec-Narol-Płazów-Cieszanów, chcąc zapewnić im bezpieczeństwo. W powiecie lubaczowskim ewakuowano około 12 000 Polaków. Podobny rozkaz, aby utrzymać spokój wydano dla ludności ukraińskiej zamieszkałej po zachodniej stronie tej szosy. Wykonano to polecenie. Pozostała tylko ludność ukraińska w Bełżcu, gdzie Ukraińcy czuli się pewnie pod bokiem okupantów niemieckich. Przez nacjonalistów UPA płynęły przez Bełżec dalej wiadomości do Ukraińców w innych miejscowościach. Zlecono śledztwo.
Wywiad AK dotarł do informacji, że nacjonalistom ukraińskim w Bełżcu przewodził ksiądz prawosławny, mający do pomocy ośmiu tzw. dziesiętników. Wydano rozkazy oddziałom AK, by zlikwidować szpiegów, nacjonalistów UPA. Po przeprowadzonym dochodzeniu, 29 marca 1944 dziewięciu zlikwidowano przez oddział AK kompania „Narol” pod dowództwem Karola Kosteckiego „Kostka”. Strona ukraińska podaje, że zlikwidowano dwunastu. Następnej nocy Ukraińcy z Bełżca uciekli w kierunku Rawy Ruskiej. Jak wspomina Zenon Jachymek: „Niektórzy Ukraińcy miejscowi byli przeciwko bratobójczym walkom polsko-ukraińskim” i atakom UPA.
W maju 1944 r. UPA zaatakowała Brzeziny (gmina Bełżec), pobliski Narol i okoliczne miejscowości. Atak odparła Armia Krajowa i ludność polska.
16 czerwca 1944 r. polscy pasażerowie pociągu relacji Bełżec-Rawa Ruska-Lwów zostali zamordowani przez nacjonalistów ukraińskich z UPA, około 3 km od Bełżca, w lesie przed miejscowością Zatyle. Zamordowano tam kilkadziesiąt kobiet, dzieci i mężczyzn, w tym wielu mieszkańców Bełżca, m.in. łączniczkę Armii Krajowej 19-letnią Janinę Chmielowiec, Ludwika Hopko, Kazimierza Antoniego Forlańskiego. Większość ofiar mordu została pochowana na cmentarzu w Bełżcu.
4 lipca 1944 lotnictwo sowieckie zbombardowało niemieckie pociągi z amunicją stojące na stacji Bełżec. Został zniszczony dworzec kolejowy, dziesiątki domów i gospodarstw. Byli zabici i ranni wśród ludności cywilnej.
Bełżec został wyzwolony 21 lipca 1944 r. przez oddziały Armii Krajowej Obwodu tomaszowskiego w ramach Akcji „Burza”, przed wkroczeniem do miejscowości wojsk 1 Gwardyjskiej Armii Pancernej z Armii Czerwonej.

### Czasy współczesne
Po wojnie wznowiono działalność PKP, Poczty Polskiej, szkoły, założono przedszkole. Powstały nowe zakłady wytwórcze. W latach 60. w centrum wzniesiono: budynek lokalu gastronomicznego, pawilon handlowy, remizę – Dom Strażaka, filię zakładu WSK „Świdnik” (filia WSK Tomaszów Lubelski). W dawnym Domu Ludowym powstało kino „Junak”.
W 1961 r. liczba mieszkańców Bełżca wzrosła do 2200.
7 sierpnia 1971 r. miejscowość odwiedzili prymas Polski kard. Stefan Wyszyński oraz kardynał Karol Wojtyła (późniejszy papież Jan Paweł II), w czasie nawiedzenia kopii obrazu Matki Boskiej Częstochowskiej.
Od 1 stycznia 1992 roku miejscowość ponownie jest siedzibą gminy.
Na miejscu byłego obozu zagłady od 2004 r. znajduje się Muzeum – Miejsce Pamięci w Bełżcu.

## Osoby związane z Bełżcem
- Wojciech Iwulski – urodzony w Bełżcu fotograf, żołnierz obrony Polski w 1939, członek wywiadu Armii Krajowej, dokumentował fotograficznie Bełżec przedwojenny i podczas okupacji niemieckiej, w tym ofiary mordu pasażerów pociągu relacji Bełżec-Rawa Ruska-Lwów 16 czerwca 1944, zamordowanych przez UPA.
- Mieczysław Klimowicz – rektor Uniwersytetu Wrocławskiego, od czerwca 1940 w czasie okupacji niemieckiej, przebywał w Bełżcu u ciotki Julii Pępiak[54], uczestniczył w akcjach kompanii AK „Narol” Karola Kosteckiego, brał udział w wyzwoleniu Bełżca i Tomaszowa Lubelskiego 21 lipca 1944[55].
- Stefan Kobos ps. „Wrzos”, ostatni komendant Samodzielnego Obwodu WiN Tomaszów Lubelski; w okresie swojej okupacyjnej działalności podziemnej zatrudniony był „pod przykrywką” pracownika kolei w Bełżcu.
- Karol Kostecki ps. „Kostek”, kapitan Wojska Polskiego, żołnierz Armii Krajowej, WiN, dowódca Kompanii „Narol”, w skład której wchodził IV pluton Bełżec, Chyże, Kadłubiska. W czasie II wojny światowej walczył z okupantem niemieckim, biorąc udział w wyzwoleniu Bełżca 21 lipca 1944 r. Bronił ze swoim oddziałem Bełżca, Narola, Woli Wielkiej i okolic przed atakami UPA[56].
- Zbigniew Próchnicki – pułkownik wojsk polskich, uczestnik powstania styczniowego z 1863 roku, którego grób i płyta nagrobna znajdują się na cmentarzu w Bełżcu[57].
- Bronisław Wolanin – urodzony w Bełżcu, znany i ceniony artysta ceramik, zdobywca wielu nagród i odznaczeń, w tym medalu Zasłużony Kulturze Gloria Artis.
- Leon Zygarlicki – pilot polskiego Dywizjonu 303, mieszkaniec Bełżca, poległ w czasie walk we Francji, podczas inwazji alianckiej w Normandii D-Day, „D+11”, 17 czerwca 1944 r. Pochowany został na cmentarzu wojennym w Bayeux we Francji[58].
- Wojciech Stepaniuk – dziennikarz radiowy i telewizyjny, związany zawodowo z Tygodnikiem Zamojskim, Katolickim Radiem Zamość, Radiem Warszawa i białostockim oddziałem Telewizji Polskiej[59].

## Sprawiedliwi wśród Narodów Świata z Bełżca
- Julia Pępiak – od 1941 r. do wyzwolenia ukrywała przed niemieckim SS i Gestapo żydowską matkę z dzieckiem Salomeę Helman z córką Bronią. Odznaczona pośmiertnie medalem Sprawiedliwy wśród Narodów Świata przez Jad Waszem w Jerozolimie[60].
- Cecylia i Maciej Brogowscy – od 1941 r. do końca II wojny światowej przechowywali żydowską dziewczynkę Irenę Sznycer. Pośmiertnie odznaczeni medalem Sprawiedliwy wśród Narodów Świata przez Jad Waszem[61].

Osoby te upamiętniono dodatkowo na tablicy pamiątkowej znajdującej się w szkole w Bełżcu.

## Atrakcje turystyczne
- Cerkiew św. Wasyla w Bełżcu
- Olbrzymi jałowiec – wysokość 7,5 metra
- Kościół parafialny Matki Bożej Królowej Polski
- kapliczka z I połowy XIX wieku św. Jana Nepomucena[18][63]

## Transport drogowy
- 17E372  Droga krajowa nr 17 (E372): Warszawa – Lublin – Zamość – Hrebenne – granica państwa
- 865 Droga wojewódzka nr 865: Jarosław – Bełżec

## Transport kolejowy
Od stycznia 2024 r. codziennie kursują do Bełżca pociągi Regio z Zamościa w ilości 4 par na dobę. Mają również dogodne połączenie z Lublinem. Wykonywane są szynobusami, z możliwością zabrania roweru. W piątki i niedziele jedna para została wydłużona do Hrebennego.
Ponadto w czasie długiego weekendu majowego oraz w okresie wakacji stacja Bełżec posiada połączenia szynobusami przez Roztocze: Lublin – Bełżec (2 pary pociągów, m.in. przez Zwierzyniec, Susiec) i relacji Zamość – Rzeszów (w weekendy).

## Galeria

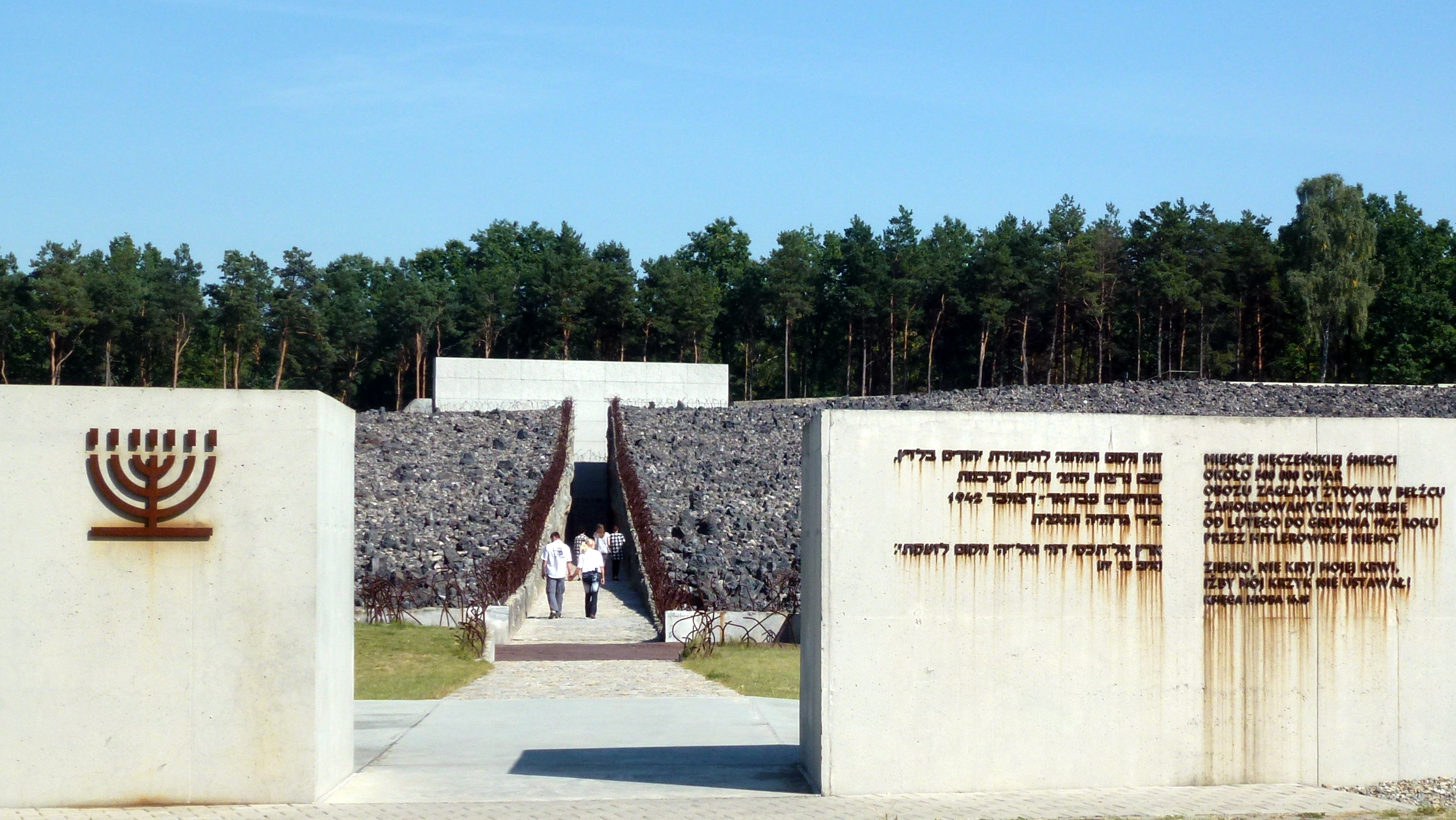
Pomnik i Muzeum – Miejsce Pamięci w byłym niemieckim obozie zagłady – SS-Sonderkommando Belzec
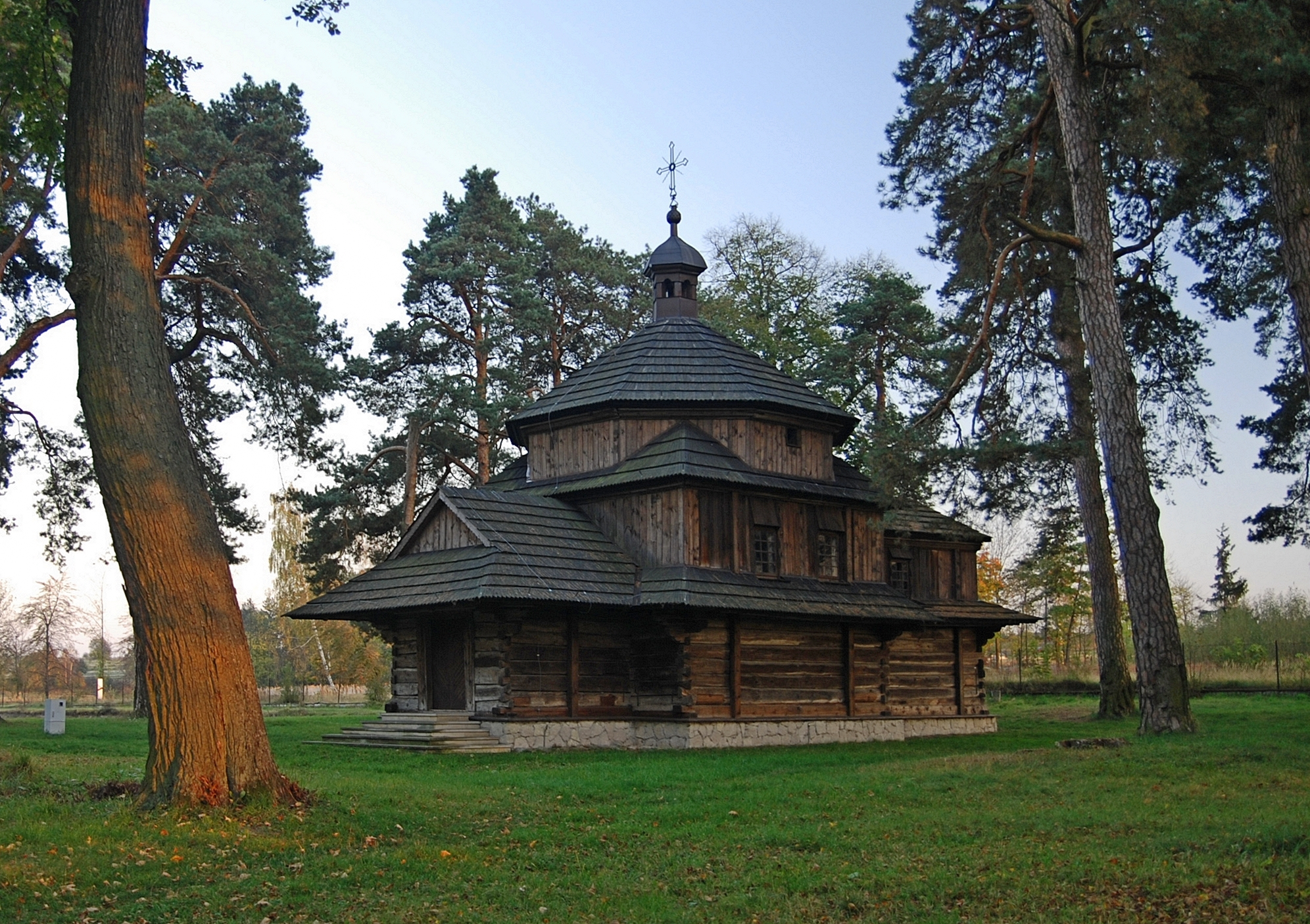
Zabytkowa cerkiew
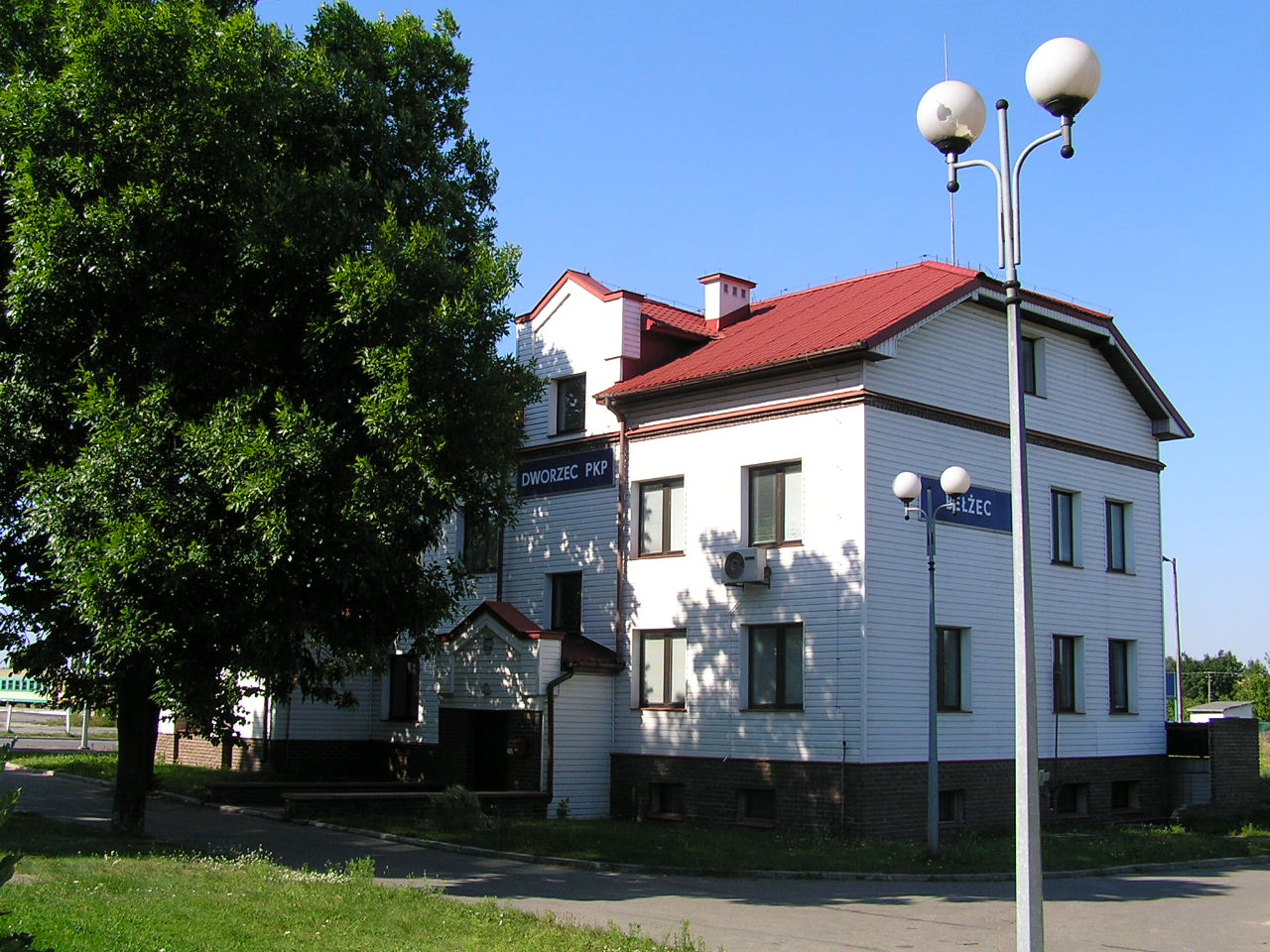
Dworzec PKP
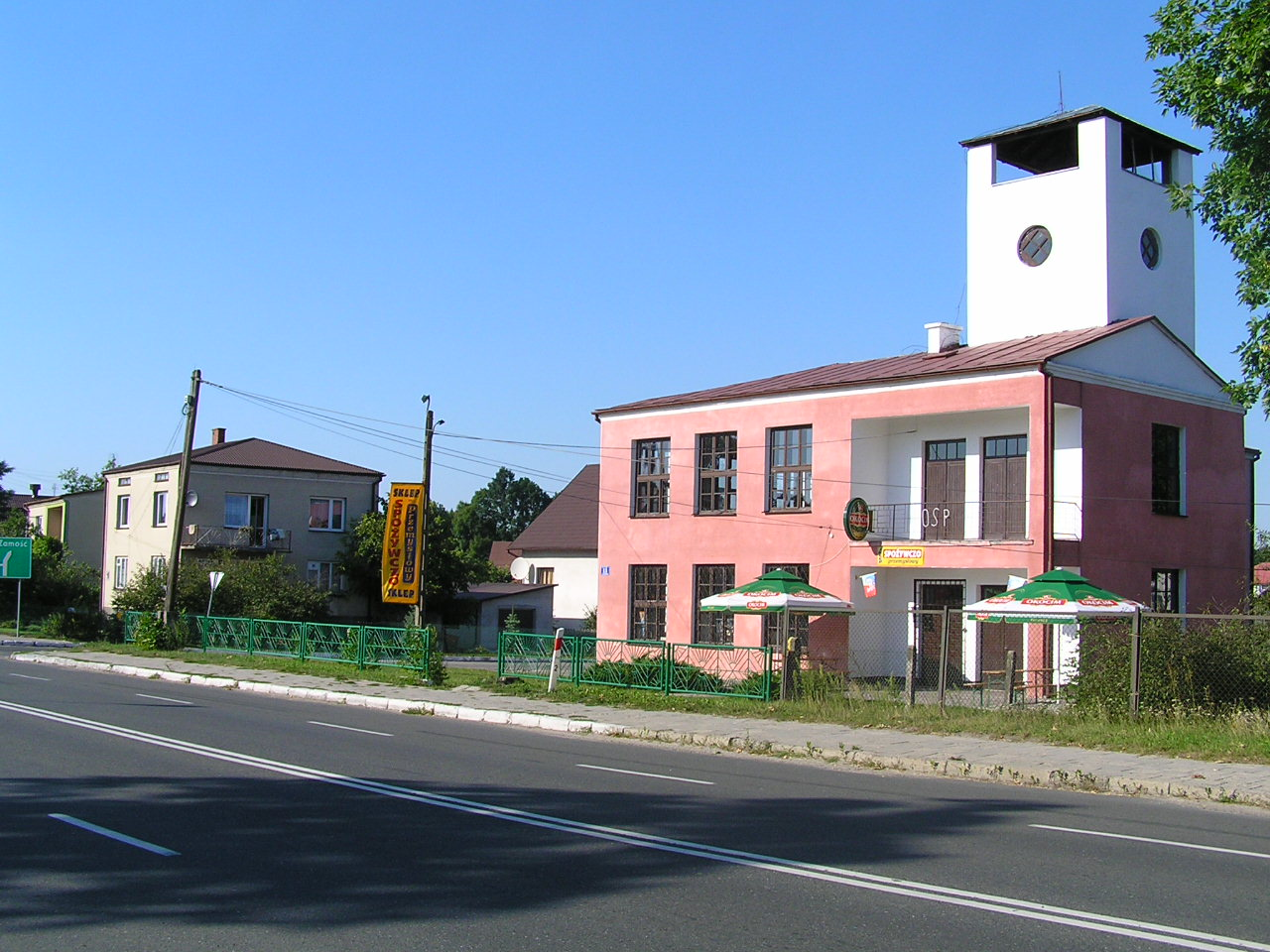
Ochotnicza Straż Pożarna
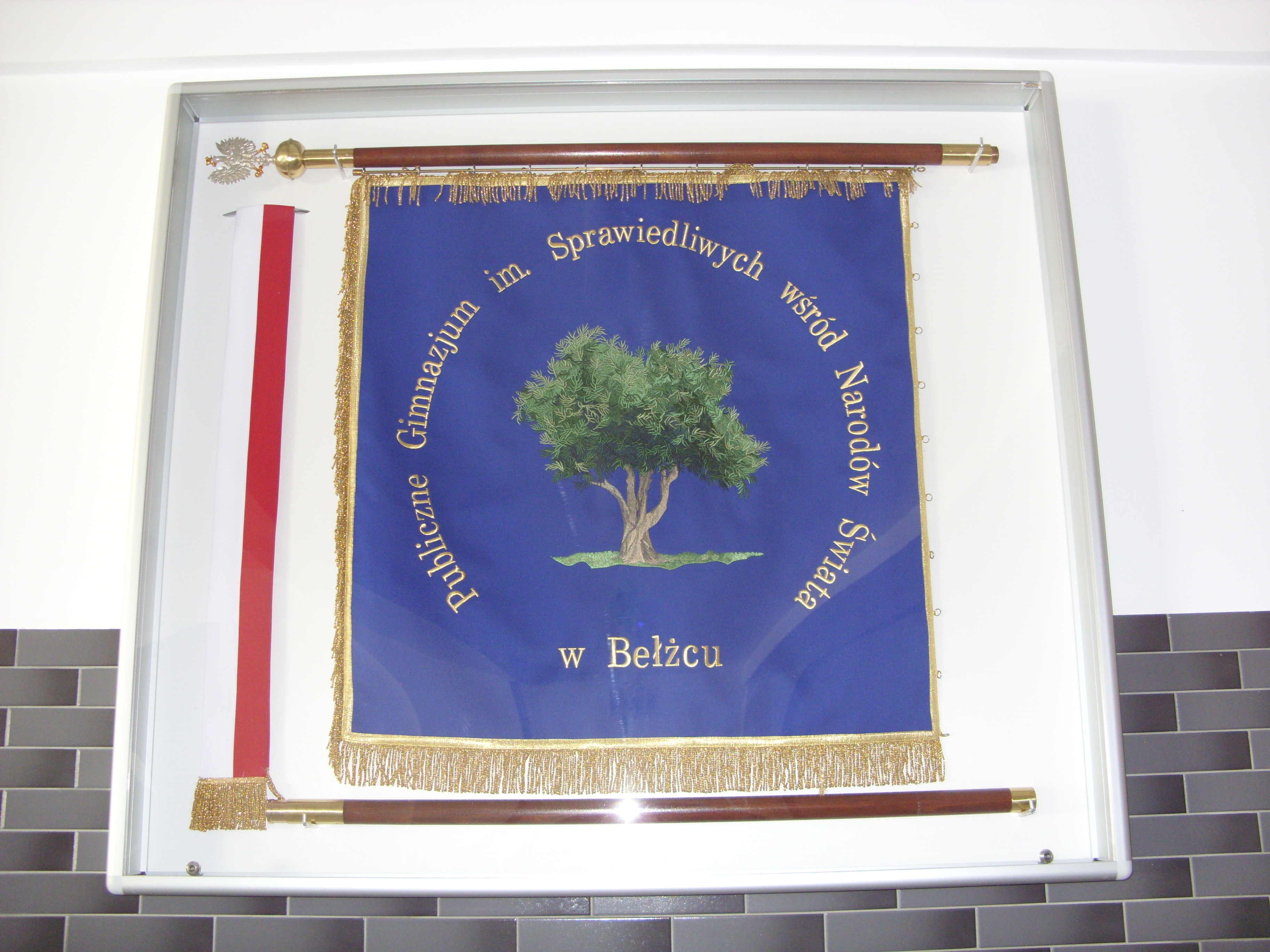
Sztandar Publicznego Gimnazjum im. Sprawiedliwych wśród Narodów Świata w Bełżcu
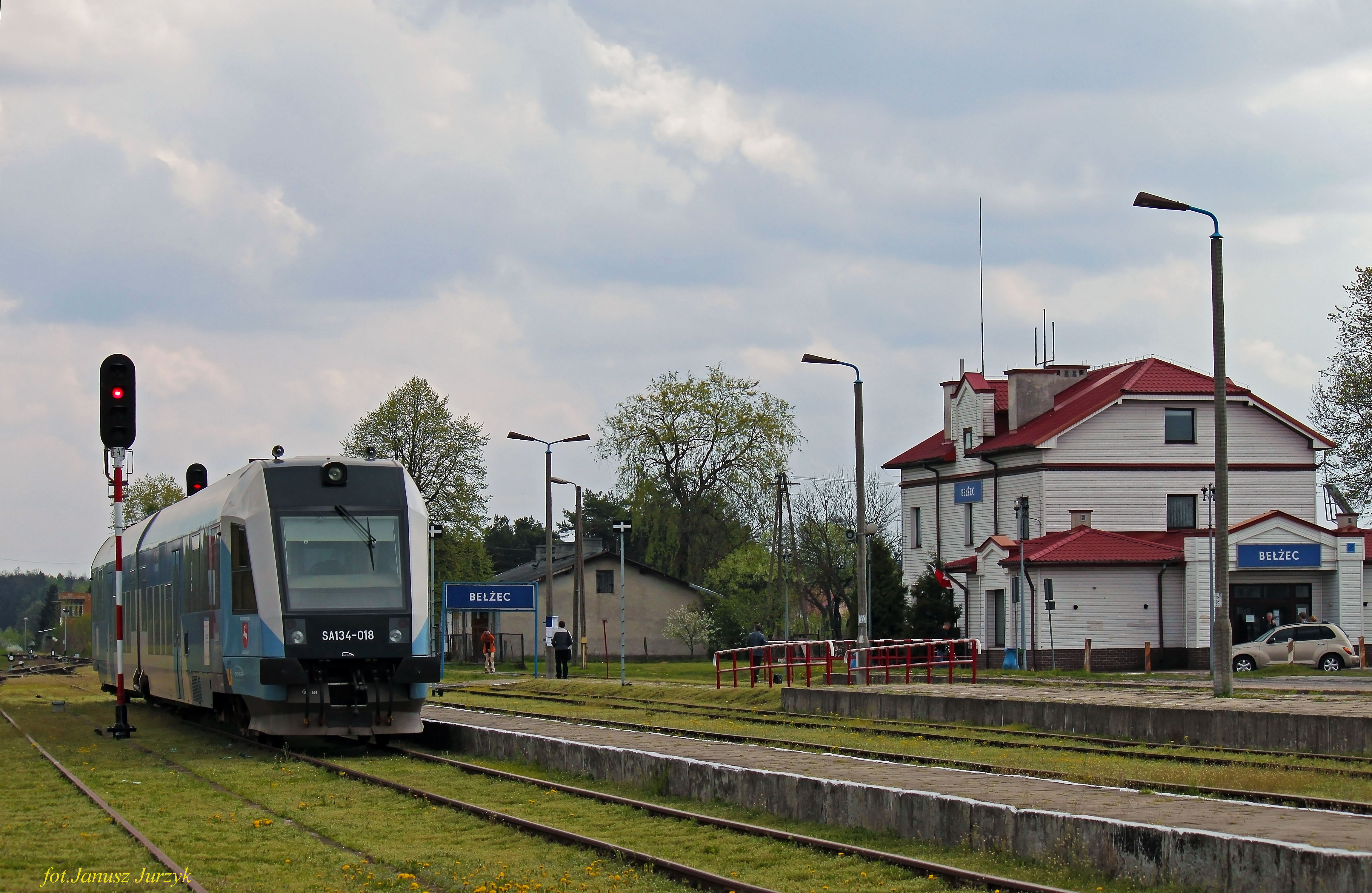
Szynobus na stacji w Bełżcu, kursujący w czasie długiego weekendu majowego i wakacji
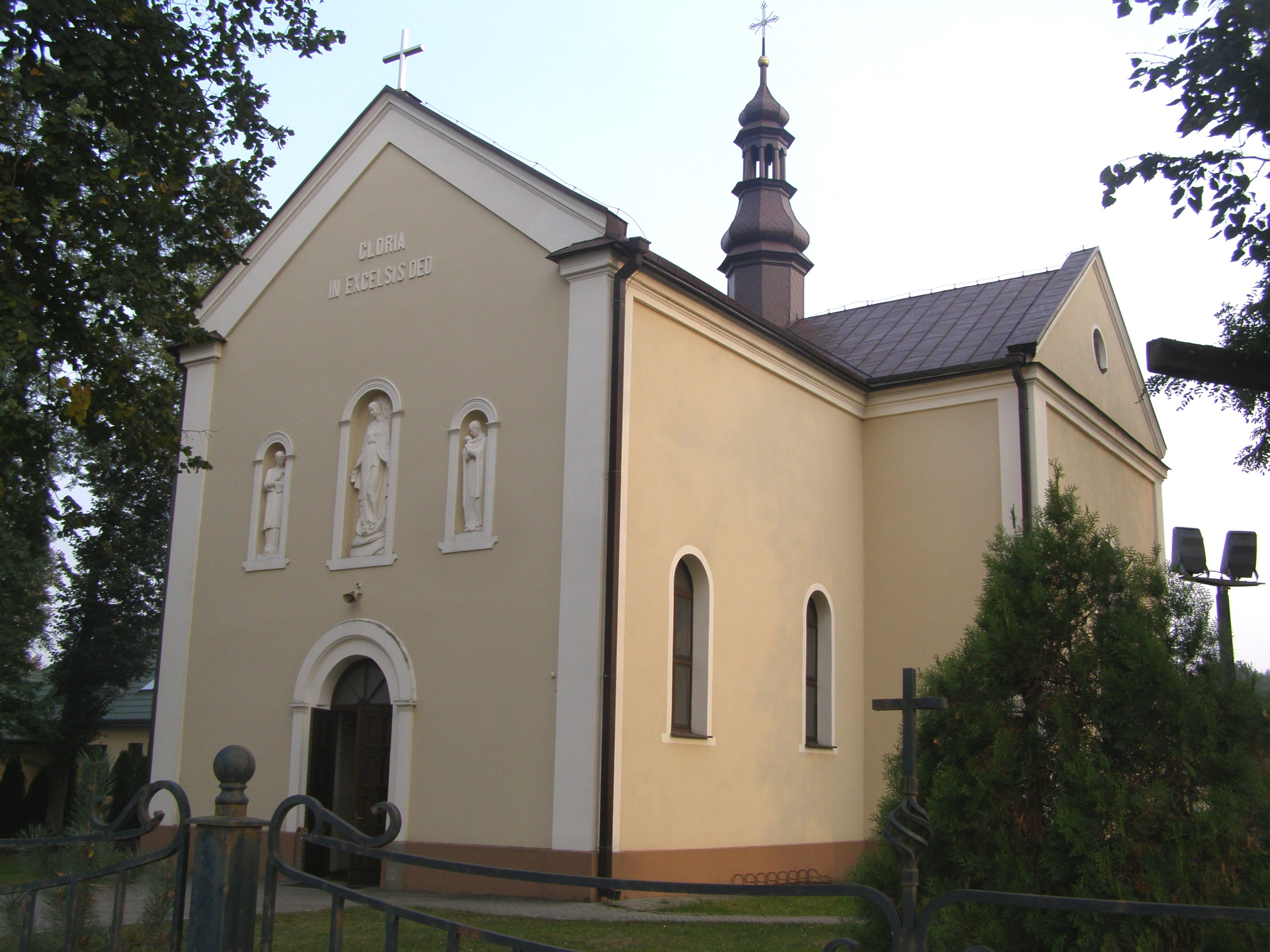
Zabytkowy kościół parafialny z 1911 r., pod wezwaniem Matki Bożej Królowej Polski
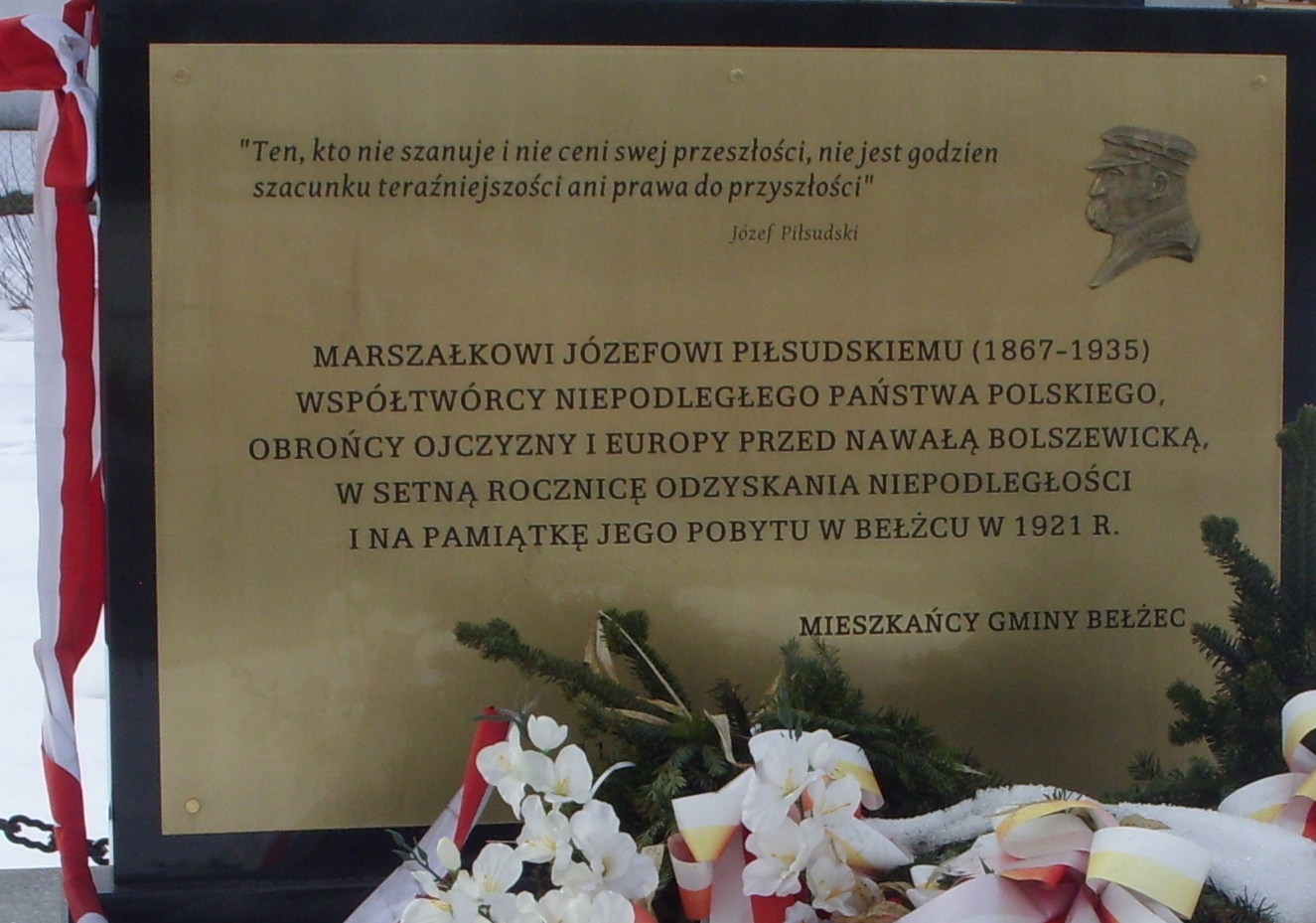
Tablica upamiętniająca pobyt Marszałka Józefa Piłsudskiego w Bełżcu, 20 marca 1921

## Sport
W Bełżcu funkcjonuje Ludowy Klub Sportowy „Orkan” Bełżec – amatorski klub piłkarski, założony w 1928 r.